# Mexicaans voetbalelftal (mannen)
Het Mexicaans voetbalelftal is een team van voetballers dat Mexico vertegenwoordigt bij internationale wedstrijden zoals de (kwalificatie)wedstrijden voor het wereldkampioenschap voetbal en de CONCACAF Gold Cup.
Het land won zevenmaal de CONCACAF Gold Cup, won eenmaal de FIFA Confederations Cup, won eenmaal de CONCACAF Nations League en won eenmaal de CONCACAF Cup.
De Mexicaanse voetbalbond werd in 1927 opgericht en is aangesloten bij de NAFU, de CONCACAF en de FIFA (sinds 1929). Het Mexicaans voetbalelftal behaalde in februari 1998 voor de eerste keer met de 4e plaats de hoogste positie op de FIFA-wereldranglijst, ook in augustus 2003, april 2004 en mei 2006 werd deze positie bereikt. In juli 2015 werd met de veertigste plaats de laagste positie bereikt, in de maand dat Mexico voor de tiende keer het CONCACAF-kampioenschap won.

## Deelname aan internationale toernooien
Mexico doet al vanaf het allereerste toernooi mee aan het wereldkampioenschap voetbal. In 1930 speelde het land zelfs de openingswedstrijd van het eerste WK. Op 13 juli 1930 werd tegen Frankrijk gespeeld. De wedstrijd werd verloren met 1–4. De enige goal voor Mexico werd in de 70e minuut gescoord door Juan Carreño. Mexico werd dit WK laatste in groep 1 waar behalve Frankrijk ook Chili (0–3) en Argentinië (3–6) in zaten. Ook in de volgende kampioenschappen (1950, 1954, 1958) werd geen enkele wedstrijd gewonnen. Pas in 1962 werd er voor het eerst gewonnen, tegenstander Tsjecho-Slowakije werd verslagen met 3–1. Toen in 1970 Mexico het toernooi mocht organiseren werd voor de eerste keer in de geschiedenis de poulefase overleefd. Mexico bereikte de kwartfinale. Ditzelfde resultaat werd bereikt toen Mexico in 1986 voor de tweede keer het toernooi mocht organiseren. Tussen 1994 en 2018 bereikte Mexico 7 keer achter elkaar de achtste finale, maar werd het iedere keer uitgeschakeld.
Doordat Mexico regelmatig de Gold Cup wint mag het deelnemen aan de FIFA Confederations Cup. Het beste resultaat kwam in 1999, Mexico won het toernooi in eigen land door in de finale Brazilië met 4–3 te verslaan.

### Wereldkampioenschap
| Wereldkampioenschap voetbal overzicht | Wereldkampioenschap voetbal overzicht | Wereldkampioenschap voetbal overzicht | Wereldkampioenschap voetbal overzicht | Wereldkampioenschap voetbal overzicht | Wereldkampioenschap voetbal overzicht | Wereldkampioenschap voetbal overzicht | Wereldkampioenschap voetbal overzicht | Wereldkampioenschap voetbal overzicht |
| Jaar                                  | Ronde                                 | Wed.                                  | W                                     | G                                     | V                                     | DV                                    | DT                                    | Kwal.                                 |
| ------------------------------------- | ------------------------------------- | ------------------------------------- | ------------------------------------- | ------------------------------------- | ------------------------------------- | ------------------------------------- | ------------------------------------- | ------------------------------------- |
| 1930                                  | Groepsfase                            | 3                                     | 0                                     | 0                                     | 3                                     | 4                                     | 13                                    |                                       |
| 1934                                  | Niet gekwalificeerd                   | Niet gekwalificeerd                   | Niet gekwalificeerd                   | Niet gekwalificeerd                   | Niet gekwalificeerd                   | Niet gekwalificeerd                   | Niet gekwalificeerd                   | Niet gekwalificeerd                   |
| 1938                                  | Teruggetrokken                        | Teruggetrokken                        | Teruggetrokken                        | Teruggetrokken                        | Teruggetrokken                        | Teruggetrokken                        | Teruggetrokken                        | Teruggetrokken                        |
| 1950                                  | Groepsfase                            | 3                                     | 0                                     | 0                                     | 3                                     | 2                                     | 10                                    | (kwal.)                               |
| 1954                                  | Groepsfase                            | 2                                     | 0                                     | 0                                     | 2                                     | 2                                     | 8                                     | (kwal.)                               |
| 1958                                  | Groepsfase                            | 3                                     | 0                                     | 1                                     | 2                                     | 1                                     | 8                                     | (kwal.)                               |
| 1962                                  | Groepsfase                            | 3                                     | 1                                     | 0                                     | 2                                     | 3                                     | 4                                     | (kwal.)                               |
| 1966                                  | Groepsfase                            | 3                                     | 0                                     | 2                                     | 1                                     | 1                                     | 3                                     | (kwal.)                               |
| 1970                                  | Kwartfinale                           | 4                                     | 2                                     | 1                                     | 1                                     | 6                                     | 4                                     |                                       |
| 1974                                  | Niet gekwalificeerd                   | Niet gekwalificeerd                   | Niet gekwalificeerd                   | Niet gekwalificeerd                   | Niet gekwalificeerd                   | Niet gekwalificeerd                   | Niet gekwalificeerd                   | Niet gekwalificeerd                   |
| 1978                                  | Groepsfase                            | 3                                     | 0                                     | 0                                     | 3                                     | 2                                     | 12                                    | (kwal.)                               |
| 1982                                  | Niet gekwalificeerd                   | Niet gekwalificeerd                   | Niet gekwalificeerd                   | Niet gekwalificeerd                   | Niet gekwalificeerd                   | Niet gekwalificeerd                   | Niet gekwalificeerd                   | Niet gekwalificeerd                   |
| 1986                                  | Kwartfinale                           | 5                                     | 3                                     | 2                                     | 0                                     | 6                                     | 2                                     |                                       |
| 1990                                  | Uitgesloten van deelname              | Uitgesloten van deelname              | Uitgesloten van deelname              | Uitgesloten van deelname              | Uitgesloten van deelname              | Uitgesloten van deelname              | Uitgesloten van deelname              | Uitgesloten van deelname              |
| 1994                                  | Achtste finale                        | 4                                     | 1                                     | 2                                     | 1                                     | 4                                     | 4                                     | (kwal.)                               |
| 1998                                  | Achtste finale                        | 4                                     | 1                                     | 2                                     | 1                                     | 8                                     | 7                                     | (kwal.)                               |
| 2002                                  | Achtste finale                        | 4                                     | 2                                     | 1                                     | 1                                     | 4                                     | 4                                     | (kwal.)                               |
| 2006                                  | Achtste finale                        | 4                                     | 1                                     | 1                                     | 2                                     | 5                                     | 5                                     | (kwal.)                               |
| 2010                                  | Achtste finale                        | 4                                     | 1                                     | 1                                     | 2                                     | 4                                     | 5                                     | (kwal.)                               |
| 2014                                  | Achtste finale                        | 4                                     | 2                                     | 1                                     | 1                                     | 5                                     | 3                                     | (kwal.)                               |
| 2018                                  | Achtste finale                        | 4                                     | 2                                     | 0                                     | 2                                     | 3                                     | 6                                     | (kwal.)                               |
| 2022                                  | Groepsfase                            | 3                                     | 1                                     | 1                                     | 1                                     | 2                                     | 3                                     | (kwal.)                               |
| 2026                                  | Gekwalificeerd als gastland           | Gekwalificeerd als gastland           | Gekwalificeerd als gastland           | Gekwalificeerd als gastland           | Gekwalificeerd als gastland           | Gekwalificeerd als gastland           | Gekwalificeerd als gastland           |                                       |
| Totaal                                | 17 keer                               | 60                                    | 17                                    | 15                                    | 28                                    | 62                                    | 101                                   |                                       |

### Confederations Cup
| Koning Fahd Cup overzicht    | Koning Fahd Cup overzicht | Koning Fahd Cup overzicht | Koning Fahd Cup overzicht | Koning Fahd Cup overzicht | Koning Fahd Cup overzicht | Koning Fahd Cup overzicht | Koning Fahd Cup overzicht | Koning Fahd Cup overzicht |
| Jaar                         | Ronde                     | Wed.                      | W                         | G                         | V                         | DV                        | DT                        |                           |
| ---------------------------- | ------------------------- | ------------------------- | ------------------------- | ------------------------- | ------------------------- | ------------------------- | ------------------------- | ------------------------- |
| 1995                         | Derde                     | 3                         | 1                         | 2                         | 0                         | 4                         | 2                         |                           |
| Confederations Cup overzicht |                           |                           |                           |                           |                           |                           |                           |                           |
| 1997                         | groepsfase                | 3                         | 1                         | 0                         | 2                         | 8                         | 6                         |                           |
| 1999                         | Kampioen                  | 5                         | 4                         | 1                         | 0                         | 13                        | 6                         |                           |
| 2001                         | Groepsfase                | 3                         | 0                         | 0                         | 3                         | 1                         | 8                         |                           |
| 2003                         | Geen deelname             | Geen deelname             | Geen deelname             | Geen deelname             | Geen deelname             | Geen deelname             | Geen deelname             |                           |
| 2005                         | Vierde                    | 5                         | 2                         | 2                         | 1                         | 7                         | 6                         |                           |
| 2009                         | Geen deelname             | Geen deelname             | Geen deelname             | Geen deelname             | Geen deelname             | Geen deelname             | Geen deelname             |                           |
| 2013                         | Groepsfase                | 3                         | 1                         | 0                         | 2                         | 3                         | 5                         |                           |
| 2017                         | Vierde                    | 5                         | 2                         | 1                         | 2                         | 6                         | 8                         |                           |
| Totaal                       | 7 keer                    | 27                        | 11                        | 6                         | 10                        | 42                        | 41                        |                           |

Het CONCACAF-kampioenschap is een voorloper van de Gold Cup. Beide toernooien zijn regelmatig door Mexico gewonnen. In 1963 deed Mexico voor het eerste mee aan het CONCACAF-kampioenschap. In groep B werd wel met 8–0 van Jamaica gewonnen maar tegen de Nederlandse Antillen (1–2) en Costa Rica (0–0) niet. Het toernooi daarop, 1965 alsook de toernooien in 1971 en 1977 werden gewonnen door Mexico. In 1991 ging het toernooi over in de Gold Cup. Het toernooi zou (tot 2015) 7 keer winnend worden afgesloten. In 2015 werd Jamaica verslagen in de finale door goals van Andrés Guardado, Jesús Corona en Oribe Peralta

### CONCACAF-kampioenschap/Gold Cup
| CONCACAF-kampioenschap overzicht | CONCACAF-kampioenschap overzicht | CONCACAF-kampioenschap overzicht | CONCACAF-kampioenschap overzicht | CONCACAF-kampioenschap overzicht | CONCACAF-kampioenschap overzicht | CONCACAF-kampioenschap overzicht | CONCACAF-kampioenschap overzicht | CONCACAF-kampioenschap overzicht |
| Jaar                             | Ronde                            | Wed.                             | W                                | G                                | V                                | DV                               | DT                               | Kwal                             |
| -------------------------------- | -------------------------------- | -------------------------------- | -------------------------------- | -------------------------------- | -------------------------------- | -------------------------------- | -------------------------------- | -------------------------------- |
| 1963                             | Groepsfase                       | 3                                | 1                                | 1                                | 1                                | 9                                | 2                                |                                  |
| 1965                             | Kampioen                         | 5                                | 4                                | 1                                | 0                                | 13                               | 2                                |                                  |
| 1967                             | Tweede                           | 5                                | 4                                | 0                                | 1                                | 10                               | 1                                |                                  |
| 1969                             | Vierde                           | 5                                | 1                                | 2                                | 2                                | 4                                | 5                                |                                  |
| 1971                             | Kampioen                         | 5                                | 4                                | 1                                | 0                                | 6                                | 1                                |                                  |
| 1973                             | Derde                            | 5                                | 2                                | 2                                | 1                                | 10                               | 5                                |                                  |
| 1977                             | Kampioen                         | 5                                | 5                                | 0                                | 0                                | 20                               | 5                                |                                  |
| 1981                             | Derde                            | 5                                | 1                                | 3                                | 1                                | 6                                | 3                                |                                  |
| 1985                             | Geen deelname                    | Geen deelname                    | Geen deelname                    | Geen deelname                    | Geen deelname                    | Geen deelname                    | Geen deelname                    | Geen deelname                    |
| 1989                             | Gediskwalificeerd                | Gediskwalificeerd                | Gediskwalificeerd                | Gediskwalificeerd                | Gediskwalificeerd                | Gediskwalificeerd                | Gediskwalificeerd                | Gediskwalificeerd                |
| CONCACAF Gold Cup overzicht      |                                  |                                  |                                  |                                  |                                  |                                  |                                  |                                  |
| Jaar                             | Ronde                            | Wed.                             | W                                | G                                | V                                | DV                               | DT                               | Kwal                             |
| 1991                             | Derde                            | 5                                | 3                                | 1                                | 1                                | 10                               | 5                                |                                  |
| 1993                             | Kampioen                         | 5                                | 4                                | 1                                | 0                                | 28                               | 2                                |                                  |
| 1996                             | Kampioen                         | 4                                | 4                                | 0                                | 0                                | 9                                | 0                                |                                  |
| 1998                             | Kampioen                         | 4                                | 4                                | 0                                | 0                                | 8                                | 2                                |                                  |
| 2000                             | Kwartfinale                      | 3                                | 1                                | 1                                | 1                                | 6                                | 3                                |                                  |
| 2002                             | Kwartfinale                      | 3                                | 2                                | 1                                | 0                                | 4                                | 1                                |                                  |
| 2003                             | Kampioen                         | 5                                | 4                                | 1                                | 0                                | 9                                | 0                                |                                  |
| 2005                             | Kwartfinale                      | 4                                | 2                                | 0                                | 2                                | 7                                | 4                                |                                  |
| 2007                             | Tweede                           | 6                                | 4                                | 0                                | 2                                | 7                                | 5                                |                                  |
| 2009                             | Kampioen                         | 6                                | 5                                | 1                                | 0                                | 15                               | 2                                |                                  |
| 2011                             | Kampioen                         | 6                                | 6                                | 0                                | 0                                | 22                               | 4                                |                                  |
| 2013                             | Halve finale                     | 5                                | 3                                | 0                                | 2                                | 8                                | 5                                |                                  |
| 2015                             | Kampioen                         | 6                                | 4                                | 2                                | 0                                | 16                               | 6                                |                                  |
| 2017                             | Halve finale                     | 5                                | 3                                | 1                                | 1                                | 6                                | 2                                |                                  |
| 2019                             | Kampioen                         | 6                                | 5                                | 1                                | 0                                | 16                               | 4                                | (kwal.)                          |
| 2021                             | Tweede                           | 6                                | 4                                | 1                                | 1                                | 9                                | 2                                | (kwal.)                          |
| 2023                             | Kampioen                         | 6                                | 5                                | 0                                | 1                                | 13                               | 2                                | (kwal.)                          |
| 2025                             | Kampioen                         | 6                                | 5                                | 1                                | 0                                | 10                               | 3                                | (Kwal.)                          |

### NAFC-kampioenschap
| NAFC-kampioenschap overzicht | NAFC-kampioenschap overzicht | NAFC-kampioenschap overzicht | NAFC-kampioenschap overzicht | NAFC-kampioenschap overzicht | NAFC-kampioenschap overzicht | NAFC-kampioenschap overzicht | NAFC-kampioenschap overzicht | NAFC-kampioenschap overzicht |
| Jaar                         | Ronde                        | Wed.                         | W                            | G                            | V                            | DV                           | DT                           |                              |
| ---------------------------- | ---------------------------- | ---------------------------- | ---------------------------- | ---------------------------- | ---------------------------- | ---------------------------- | ---------------------------- | ---------------------------- |
| 1947                         | Kampioen                     | 2                            | 2                            | 0                            | 0                            | 8                            | 1                            |                              |
| 1949                         | Kampioen                     | 4                            | 4                            | 0                            | 0                            | 17                           | 2                            |                              |
| 1990                         | Tweede                       | 2                            | 1                            | 1                            | 0                            | 2                            | 2                            |                              |
| 1991                         | Kampioen                     | 2                            | 1                            | 1                            | 0                            | 5                            | 2                            |                              |

### CONCACAF Nations League
| CONCACAF Nations League | CONCACAF Nations League | CONCACAF Nations League | CONCACAF Nations League | CONCACAF Nations League | CONCACAF Nations League | CONCACAF Nations League | CONCACAF Nations League | CONCACAF Nations League | CONCACAF Nations League | CONCACAF Nations League | CONCACAF Nations League | CONCACAF Nations League | CONCACAF Nations League | CONCACAF Nations League | CONCACAF Nations League | CONCACAF Nations League | CONCACAF Nations League |
| Groepsfase              | Groepsfase              | Groepsfase              | Groepsfase              | Groepsfase              | Groepsfase              | Groepsfase              | Groepsfase              | Groepsfase              |                         | Finaleronde             | Finaleronde             | Finaleronde             | Finaleronde             | Finaleronde             | Finaleronde             | Finaleronde             | Finaleronde             |
| Jaar                    | Div.                    | Wed.                    | W                       | G                       | V                       | DV                      | DT                      | Res.                    | Jaar                    | Wed.                    | W                       | G                       | V                       | DV                      | DT                      | Res.                    |                         |
| ----------------------- | ----------------------- | ----------------------- | ----------------------- | ----------------------- | ----------------------- | ----------------------- | ----------------------- | ----------------------- | ----------------------- | ----------------------- | ----------------------- | ----------------------- | ----------------------- | ----------------------- | ----------------------- | ----------------------- | ----------------------- |
| 2019–20                 | A                       | 4                       | 4                       | 0                       | 0                       | 13                      | 3                       | A                       | 2020                    | 2                       | 0                       | 1                       | 1                       | 2                       | 3                       | 2e                      |                         |
| 2022–23                 | A                       | 4                       | 2                       | 2                       | 0                       | 8                       | 3                       | A                       | 2023                    | 2                       | 1                       | 0                       | 1                       | 1                       | 3                       | 3e                      |                         |
| 2023–24                 | bye                     | bye                     | bye                     | bye                     | bye                     | bye                     | bye                     | bye                     | 2024                    | 4                       | 2                       | 0                       | 2                       | 5                       | 4                       | 2e                      |                         |
| 2024–25                 | bye                     | bye                     | bye                     | bye                     | bye                     | bye                     | bye                     | bye                     | 2025                    | 4                       | 3                       | 0                       | 1                       | 8                       | 3                       | 1e                      |                         |

### Copa América (Zuid-Amerikaans kampioenschap)
Hoewel Mexico niet in Zuid-Amerika ligt doet dat land toch regelmatig mee aan het Zuid-Amerikaans voetbaltoernooi, de Copa América. Dat gebeurt dan op uitnodiging. In 1993 gebeurde dat voor het eerst en Mexico werd ingedeeld bij een poule met Colombia (1–2), Argentinië (1–1) en Bolivia (0–0). Zowel de kwartfinale (tegen Peru, 4–2) als de halve finale (tegen Ecuador, 2–0) werd gewonnen. In de finale werd verloren van Argentinië, de Mexicaan Benjamín Galindo scoorde een doelpunt voor Mexico maar de wedstrijd ging verloren met 1–2. De tweede plek is tevens de hoogste positie die Mexico zou behalen in de Copa América. Een resultaat die ook bereikt werd in 2001. Toen werd in de finale verloren van het thuisland, Colombia, met 0–1. In 2016 heette het toernooi Copa América Centenario, ter ere van het 100-jarig bestaan van de CONMEBOL.
| Copa América overzicht | Copa América overzicht | Copa América overzicht | Copa América overzicht | Copa América overzicht | Copa América overzicht | Copa América overzicht | Copa América overzicht | Copa América overzicht |
| Jaar                   | Ronde                  | Wed.                   | W                      | G                      | V                      | DV                     | DT                     |                        |
| ---------------------- | ---------------------- | ---------------------- | ---------------------- | ---------------------- | ---------------------- | ---------------------- | ---------------------- | ---------------------- |
| 1993                   | Tweede                 | 6                      | 2                      | 2                      | 2                      | 8                      | 7                      |                        |
| 1995                   | Kwartfinale            | 4                      | 1                      | 2                      | 1                      | 5                      | 4                      |                        |
| 1997                   | Derde                  | 6                      | 2                      | 2                      | 2                      | 8                      | 9                      |                        |
| 1999                   | Derde                  | 6                      | 3                      | 1                      | 2                      | 10                     | 9                      |                        |
| 2001                   | Tweede                 | 4                      | 2                      | 1                      | 1                      | 7                      | 5                      |                        |
| 2004                   | Kwartfinale            | 4                      | 2                      | 1                      | 1                      | 5                      | 7                      |                        |
| 2007                   | Derde                  | 6                      | 4                      | 1                      | 1                      | 13                     | 5                      |                        |
| 2011                   | Groepsfase             | 3                      | 0                      | 0                      | 3                      | 1                      | 4                      |                        |
| 2015                   | Groepsfase             | 3                      | 0                      | 2                      | 1                      | 4                      | 5                      |                        |
| 2016                   | Kwartfinale            | 4                      | 2                      | 1                      | 1                      | 6                      | 9                      |                        |
| 2024                   | Groepsfase             | 3                      | 1                      | 1                      | 1                      | 1                      | 1                      |                        |

## Huidige selectie
De volgende spelers behoorden tot de selectie voor de CONCACAF Nations League Finals wedstrijden op 21 en 24 maart 2024.
Interlands en doelpunten bijgewerkt tot en met de wedstrijd tegen Colombia op 16 december 2023.
| №           | Naam             | Wed. | Dlpnt. | Club            |
| ----------- | ---------------- | ---- | ------ | --------------- |
| Doel        |                  |      |        |                 |
|             | Guillermo Ochoa  | 148  | 0      | Salernitana     |
|             | Luis Malagón     | 4    | 0      | Club América    |
|             | Julio González   | 0    | 0      | UNAM            |
| Verdediging |                  |      |        |                 |
|             | Jesús Gallardo   | 96   | 2      | Monterrey       |
|             | César Montes     | 42   | 1      | Almería         |
|             | Jorge Sánchez    | 40   | 1      | Porto           |
|             | Gerardo Arteaga  | 21   | 1      | Monterrey       |
|             | Johan Vásquez    | 20   | 1      | Genoa           |
|             | Érick Aguirre    | 13   | 0      | Monterrey       |
|             | Julián Araujo    | 12   | 0      | Las Palmas      |
|             | Jesús Orozco     | 1    | 0      | Guadalajara     |
| Middenveld  |                  |      |        |                 |
|             | Edson Álvarez    | 74   | 4      | West Ham United |
|             | Orbelín Pineda   | 66   | 9      | AEK Athene      |
|             | Uriel Antuna     | 57   | 13     | Cruz Azul       |
|             | Carlos Rodríguez | 48   | 0      | Cruz Azul       |
|             | Roberto Alvarado | 43   | 5      | Guadalajara     |
|             | Luis Romo        | 42   | 3      | Monterrey       |
|             | Luis Chávez      | 28   | 4      | Dinamo Moskou   |
|             | Érick Sánchez    | 25   | 3      | Pachuca         |
| Aanval      |                  |      |        |                 |
|             | Hirving Lozano   | 68   | 18     | PSV             |
|             | Henry Martín     | 41   | 9      | Club América    |
|             | Santiago Giménez | 24   | 4      | AC Milan        |
|             | Julián Quiñones  | 2    | 0      | Club América    |

## FIFA-wereldranglijst[2]
| 1993 | 1994 | 1995 | 1996 | 1997 | 1998 | 1999 | 2000 | 2001 | 2002 | 2003 | 2004 | 2005 | 2006 | 2007 | 2008 | 2009 | 2010 | 2011 | 2012 | 2013 | 2014 | 2015 | 2016 | 2017 | 2018 |
| ---- | ---- | ---- | ---- | ---- | ---- | ---- | ---- | ---- | ---- | ---- | ---- | ---- | ---- | ---- | ---- | ---- | ---- | ---- | ---- | ---- | ---- | ---- | ---- | ---- | ---- |
| 16   | 15   | 12   | 11   | 5    | 10   | 10   | 12   | 9    | 8    | 7    | 7    | 5    | 20   | 15   | 26   | 17   | 27   | 21   | 15   | 21   | 20   | 22   | 18   | 16   | 17   |

## Selecties

### Wereldkampioenschap
| Selectie van Mexico bij het Wereldkampioenschap 1930 | Selectie van Mexico bij het Wereldkampioenschap 1930 | Selectie van Mexico bij het Wereldkampioenschap 1930 | Selectie van Mexico bij het Wereldkampioenschap 1930 | Selectie van Mexico bij het Wereldkampioenschap 1930 | Selectie van Mexico bij het Wereldkampioenschap 1930 | Selectie van Mexico bij het Wereldkampioenschap 1930 | Selectie van Mexico bij het Wereldkampioenschap 1930 | Selectie van Mexico bij het Wereldkampioenschap 1930 |
| №                                                    | Naam                                                 | Wed.                                                 | Dlpnt.                                               | Club                                                 |                                                      |                                                      |                                                      |                                                      |
| ---------------------------------------------------- | ---------------------------------------------------- | ---------------------------------------------------- | ---------------------------------------------------- | ---------------------------------------------------- | ---------------------------------------------------- | ---------------------------------------------------- | ---------------------------------------------------- | ---------------------------------------------------- |
| Doel                                                 |                                                      |                                                      |                                                      |                                                      |                                                      |                                                      |                                                      |                                                      |
|                                                      | Oscar Bonfiglio                                      |                                                      |                                                      | CD Marte                                             |                                                      |                                                      |                                                      |                                                      |
|                                                      | Isidoro Sota                                         |                                                      |                                                      | Club América                                         |                                                      |                                                      |                                                      |                                                      |
| Verdediging                                          |                                                      |                                                      |                                                      |                                                      |                                                      |                                                      |                                                      |                                                      |
|                                                      | Francisco Gutiérrez                                  |                                                      |                                                      | Club América                                         |                                                      |                                                      |                                                      |                                                      |
|                                                      | Rafael Garza Gutiérrez                               |                                                      |                                                      | Club América                                         |                                                      |                                                      |                                                      |                                                      |
|                                                      | Manuel Rosas                                         |                                                      |                                                      | CF Atlante                                           |                                                      |                                                      |                                                      |                                                      |
| Middenveld                                           |                                                      |                                                      |                                                      |                                                      |                                                      |                                                      |                                                      |                                                      |
|                                                      | Efrain Amezcua                                       |                                                      |                                                      | CF Atlante                                           |                                                      |                                                      |                                                      |                                                      |
|                                                      | Raimundo Rodriguez                                   |                                                      |                                                      | CD Marte                                             |                                                      |                                                      |                                                      |                                                      |
|                                                      | Felipe Rosas                                         |                                                      |                                                      | CF Atlante                                           |                                                      |                                                      |                                                      |                                                      |
|                                                      | Alfredo Sanchez                                      |                                                      |                                                      | CF Atlante                                           |                                                      |                                                      |                                                      |                                                      |
| Aanval                                               |                                                      |                                                      |                                                      |                                                      |                                                      |                                                      |                                                      |                                                      |
|                                                      | Juan Carreño                                         |                                                      |                                                      | CF Atlante                                           |                                                      |                                                      |                                                      |                                                      |
|                                                      | Jesús Castro                                         |                                                      |                                                      | Club América                                         |                                                      |                                                      |                                                      |                                                      |
|                                                      | Roberto Gayon                                        |                                                      |                                                      | Club América                                         |                                                      |                                                      |                                                      |                                                      |
|                                                      | Hilario López                                        |                                                      |                                                      | CD Marte                                             |                                                      |                                                      |                                                      |                                                      |
|                                                      | Dionisio Mejia                                       |                                                      |                                                      | CF Atlante                                           |                                                      |                                                      |                                                      |                                                      |
|                                                      | Felipe Olivares                                      |                                                      |                                                      | CF Atlante                                           |                                                      |                                                      |                                                      |                                                      |
|                                                      | Luis Pérez                                           |                                                      |                                                      | Club Necaxa                                          |                                                      |                                                      |                                                      |                                                      |
|                                                      | José Ruiz                                            |                                                      |                                                      | Club Necaxa                                          |                                                      |                                                      |                                                      |                                                      |
| Bondscoach: Juan Luque De Serralonga                 |                                                      |                                                      |                                                      |                                                      |                                                      |                                                      |                                                      |                                                      |

| Selectie van Mexico bij het Wereldkampioenschap 1986 | Selectie van Mexico bij het Wereldkampioenschap 1986 | Selectie van Mexico bij het Wereldkampioenschap 1986 | Selectie van Mexico bij het Wereldkampioenschap 1986 | Selectie van Mexico bij het Wereldkampioenschap 1986 | Selectie van Mexico bij het Wereldkampioenschap 1986 | Selectie van Mexico bij het Wereldkampioenschap 1986 | Selectie van Mexico bij het Wereldkampioenschap 1986 | Selectie van Mexico bij het Wereldkampioenschap 1986 |
| №                                                    | Naam                                                 | Wed.                                                 | Dlpnt.                                               | Club                                                 |                                                      |                                                      |                                                      |                                                      |
| ---------------------------------------------------- | ---------------------------------------------------- | ---------------------------------------------------- | ---------------------------------------------------- | ---------------------------------------------------- | ---------------------------------------------------- | ---------------------------------------------------- | ---------------------------------------------------- | ---------------------------------------------------- |
| Doel                                                 |                                                      |                                                      |                                                      |                                                      |                                                      |                                                      |                                                      |                                                      |
| 1                                                    | Pablo Larios                                         |                                                      |                                                      | Cruz Azul                                            |                                                      |                                                      |                                                      |                                                      |
| 12                                                   | Ignacio Rodriguez                                    |                                                      |                                                      | Club Universidad Nacional                            |                                                      |                                                      |                                                      |                                                      |
| 20                                                   | Olaf Heredia                                         |                                                      |                                                      | Tigres UANL                                          |                                                      |                                                      |                                                      |                                                      |
| Verdediging                                          |                                                      |                                                      |                                                      |                                                      |                                                      |                                                      |                                                      |                                                      |
| 2                                                    | Mario Trejo                                          |                                                      |                                                      | Club América                                         |                                                      |                                                      |                                                      |                                                      |
| 3                                                    | Fernando Quirarte                                    |                                                      |                                                      | Deportivo Guadalajara                                |                                                      |                                                      |                                                      |                                                      |
| 4                                                    | Armando Manzo                                        |                                                      |                                                      | Club América                                         |                                                      |                                                      |                                                      |                                                      |
| 5                                                    | Francisco Cruz                                       |                                                      |                                                      | CF Monterrey                                         |                                                      |                                                      |                                                      |                                                      |
| 14                                                   | Félix Cruz                                           |                                                      |                                                      | Club Universidad Nacional                            |                                                      |                                                      |                                                      |                                                      |
| 17                                                   | Raúl Servín                                          |                                                      |                                                      | Club Universidad Nacional                            |                                                      |                                                      |                                                      |                                                      |
| 18                                                   | Rafael Amador                                        |                                                      |                                                      | Club Universidad Nacional                            |                                                      |                                                      |                                                      |                                                      |
| Middenveld                                           |                                                      |                                                      |                                                      |                                                      |                                                      |                                                      |                                                      |                                                      |
| 6                                                    | Carlos de los Cobos                                  |                                                      |                                                      | Club Necaxa                                          |                                                      |                                                      |                                                      |                                                      |
| 7                                                    | Miguel España                                        |                                                      |                                                      | Club Universidad Nacional                            |                                                      |                                                      |                                                      |                                                      |
| 8                                                    | Alejandro Dominguez                                  |                                                      |                                                      | Club América                                         |                                                      |                                                      |                                                      |                                                      |
| 10                                                   | Tomás Boy                                            |                                                      |                                                      | Tigres UANL                                          |                                                      |                                                      |                                                      |                                                      |
| 13                                                   | Javier Aguirre                                       |                                                      |                                                      | CF Atlante                                           |                                                      |                                                      |                                                      |                                                      |
| 16                                                   | Carlos Muñoz                                         |                                                      |                                                      | Tigres UANL                                          |                                                      |                                                      |                                                      |                                                      |
| 22                                                   | Manuel Negrete                                       |                                                      |                                                      | Club Universidad Nacional                            |                                                      |                                                      |                                                      |                                                      |
| Aanval                                               |                                                      |                                                      |                                                      |                                                      |                                                      |                                                      |                                                      |                                                      |
| 9                                                    | Hugo Sánchez                                         |                                                      |                                                      | Real Madrid                                          |                                                      |                                                      |                                                      |                                                      |
| 11                                                   | Carlos Hermosillo                                    |                                                      |                                                      | Club América                                         |                                                      |                                                      |                                                      |                                                      |
| 15                                                   | Luis Flores                                          |                                                      |                                                      | Club Universidad Nacional                            |                                                      |                                                      |                                                      |                                                      |
| 19                                                   | Javier Hernández                                     |                                                      |                                                      | Estudiantes Tecos                                    |                                                      |                                                      |                                                      |                                                      |
| 21                                                   | Cristóbal Ortega                                     |                                                      |                                                      | Club América                                         |                                                      |                                                      |                                                      |                                                      |
| Bondscoach: Bora Milutinović                         |                                                      |                                                      |                                                      |                                                      |                                                      |                                                      |                                                      |                                                      |

| Selectie van Mexico bij het Wereldkampioenschap 1994 | Selectie van Mexico bij het Wereldkampioenschap 1994 | Selectie van Mexico bij het Wereldkampioenschap 1994 | Selectie van Mexico bij het Wereldkampioenschap 1994 | Selectie van Mexico bij het Wereldkampioenschap 1994 | Selectie van Mexico bij het Wereldkampioenschap 1994 | Selectie van Mexico bij het Wereldkampioenschap 1994 | Selectie van Mexico bij het Wereldkampioenschap 1994 | Selectie van Mexico bij het Wereldkampioenschap 1994 |
| №                                                    | Naam                                                 | Wed.                                                 | Dlpnt.                                               | Club                                                 |                                                      |                                                      |                                                      |                                                      |
| ---------------------------------------------------- | ---------------------------------------------------- | ---------------------------------------------------- | ---------------------------------------------------- | ---------------------------------------------------- | ---------------------------------------------------- | ---------------------------------------------------- | ---------------------------------------------------- | ---------------------------------------------------- |
| Doel                                                 |                                                      |                                                      |                                                      |                                                      |                                                      |                                                      |                                                      |                                                      |
| 1                                                    | Jorge Campos                                         |                                                      |                                                      | Club Universidad Nacional                            |                                                      |                                                      |                                                      |                                                      |
| 12                                                   | Félix Fernández                                      |                                                      |                                                      | CF Atlante                                           |                                                      |                                                      |                                                      |                                                      |
| 20                                                   | Adrián Chávez                                        |                                                      |                                                      | Club América                                         |                                                      |                                                      |                                                      |                                                      |
| Verdediging                                          |                                                      |                                                      |                                                      |                                                      |                                                      |                                                      |                                                      |                                                      |
| 2                                                    | Claudio Suárez                                       |                                                      |                                                      | Club Universidad Nacional                            |                                                      |                                                      |                                                      |                                                      |
| 3                                                    | Juan Ramírez                                         |                                                      |                                                      | CF Monterrey                                         |                                                      |                                                      |                                                      |                                                      |
| 4                                                    | Ignacio Ambríz                                       |                                                      |                                                      | Club Necaxa                                          |                                                      |                                                      |                                                      |                                                      |
| 18                                                   | José Salgado                                         |                                                      |                                                      | Estudiantes Tecos                                    |                                                      |                                                      |                                                      |                                                      |
| 21                                                   | Raúl Gutiérrez                                       |                                                      |                                                      | Club América                                         |                                                      |                                                      |                                                      |                                                      |
| Middenveld                                           |                                                      |                                                      |                                                      |                                                      |                                                      |                                                      |                                                      |                                                      |
| 5                                                    | Ramón Ramírez                                        |                                                      |                                                      | Santos Laguna                                        |                                                      |                                                      |                                                      |                                                      |
| 6                                                    | Marcelino Bernal                                     |                                                      |                                                      | Deportivo Toluca FC                                  |                                                      |                                                      |                                                      |                                                      |
| 8                                                    | Alberto García Aspe                                  |                                                      |                                                      | Club Necaxa                                          |                                                      |                                                      |                                                      |                                                      |
| 13                                                   | Juan Carlos Chávez                                   |                                                      |                                                      | Atlas Guadalajara                                    |                                                      |                                                      |                                                      |                                                      |
| 14                                                   | Joaquín del Olmo                                     |                                                      |                                                      | Club América                                         |                                                      |                                                      |                                                      |                                                      |
| 15                                                   | Missael Espinoza                                     |                                                      |                                                      | Deportivo Guadalajara                                |                                                      |                                                      |                                                      |                                                      |
| 16                                                   | Luis Valdéz                                          |                                                      |                                                      | Club León                                            |                                                      |                                                      |                                                      |                                                      |
| 17                                                   | Benjamín Galindo                                     |                                                      |                                                      | Santos Laguna                                        |                                                      |                                                      |                                                      |                                                      |
| 20                                                   | Jorge Rodriguez                                      |                                                      |                                                      | Deportivo Toluca FC                                  |                                                      |                                                      |                                                      |                                                      |
| Aanval                                               |                                                      |                                                      |                                                      |                                                      |                                                      |                                                      |                                                      |                                                      |
| 7                                                    | Carlos Hermosillo                                    |                                                      |                                                      | Cruz Azul                                            |                                                      |                                                      |                                                      |                                                      |
| 9                                                    | Hugo Sánchez                                         |                                                      |                                                      | CF Atlante                                           |                                                      |                                                      |                                                      |                                                      |
| 10                                                   | Luis García Postigo                                  |                                                      |                                                      | Real Sociedad                                        |                                                      |                                                      |                                                      |                                                      |
| 11                                                   | Luis Alves                                           |                                                      |                                                      | Club América                                         |                                                      |                                                      |                                                      |                                                      |
| 19                                                   | Luis Salvador                                        |                                                      |                                                      | CF Atlante                                           |                                                      |                                                      |                                                      |                                                      |
| Bondscoach: Miguel Mejía Barón                       |                                                      |                                                      |                                                      |                                                      |                                                      |                                                      |                                                      |                                                      |

| Selectie van Mexico bij het Wereldkampioenschap 2006 | Selectie van Mexico bij het Wereldkampioenschap 2006 | Selectie van Mexico bij het Wereldkampioenschap 2006 | Selectie van Mexico bij het Wereldkampioenschap 2006 | Selectie van Mexico bij het Wereldkampioenschap 2006 | Selectie van Mexico bij het Wereldkampioenschap 2006 | Selectie van Mexico bij het Wereldkampioenschap 2006 | Selectie van Mexico bij het Wereldkampioenschap 2006 | Selectie van Mexico bij het Wereldkampioenschap 2006 |
| №                                                    | Naam                                                 | Wed.                                                 | Dlpnt.                                               | Club                                                 |                                                      |                                                      |                                                      |                                                      |
| ---------------------------------------------------- | ---------------------------------------------------- | ---------------------------------------------------- | ---------------------------------------------------- | ---------------------------------------------------- | ---------------------------------------------------- | ---------------------------------------------------- | ---------------------------------------------------- | ---------------------------------------------------- |
| Doel                                                 |                                                      |                                                      |                                                      |                                                      |                                                      |                                                      |                                                      |                                                      |
| 1                                                    | Oswaldo Sánchez                                      |                                                      |                                                      | Deportivo Guadalajara                                |                                                      |                                                      |                                                      |                                                      |
| 12                                                   | José Corona                                          |                                                      |                                                      | Estudiantes Tecos                                    |                                                      |                                                      |                                                      |                                                      |
| 13                                                   | Guillermo Ochoa                                      |                                                      |                                                      | Club América                                         |                                                      |                                                      |                                                      |                                                      |
| Verdediging                                          |                                                      |                                                      |                                                      |                                                      |                                                      |                                                      |                                                      |                                                      |
| 2                                                    | Claudio Suárez                                       |                                                      |                                                      | Chivas USA                                           |                                                      |                                                      |                                                      |                                                      |
| 3                                                    | Carlos Salcido                                       |                                                      |                                                      | Deportivo Guadalajara\|                              |                                                      |                                                      |                                                      |                                                      |
| 4                                                    | Rafael Márquez                                       |                                                      |                                                      | FC Barcelona                                         |                                                      |                                                      |                                                      |                                                      |
| 5                                                    | Ricardo Osorio                                       |                                                      |                                                      | Cruz Azul                                            |                                                      |                                                      |                                                      |                                                      |
| 14                                                   | Gonzalo Pineda                                       |                                                      |                                                      | Deportivo Guadalajara                                |                                                      |                                                      |                                                      |                                                      |
| 15                                                   | José Castro                                          |                                                      |                                                      | Club América                                         |                                                      |                                                      |                                                      |                                                      |
| 16                                                   | Mario Méndez                                         |                                                      |                                                      | CF Monterrey                                         |                                                      |                                                      |                                                      |                                                      |
| 22                                                   | Francisco Javier Rodríguez                           |                                                      |                                                      | Deportivo Guadalajara                                |                                                      |                                                      |                                                      |                                                      |
| Middenveld                                           |                                                      |                                                      |                                                      |                                                      |                                                      |                                                      |                                                      |                                                      |
| 6                                                    | Gerardo Torrado                                      |                                                      |                                                      | Cruz Azul                                            |                                                      |                                                      |                                                      |                                                      |
| 7                                                    | Antonio Naelson                                      |                                                      |                                                      | Deportivo Toluca FC                                  |                                                      |                                                      |                                                      |                                                      |
| 8                                                    | Pável Pardo                                          |                                                      |                                                      | Club América                                         |                                                      |                                                      |                                                      |                                                      |
| 11                                                   | Ramón Morales                                        |                                                      |                                                      | Deportivo Guadalajara                                |                                                      |                                                      |                                                      |                                                      |
| 18                                                   | Andrés Guardado                                      |                                                      |                                                      | Atlas Guadalajara                                    |                                                      |                                                      |                                                      |                                                      |
| 20                                                   | Rafael García                                        |                                                      |                                                      | Atlas Guadalajara                                    |                                                      |                                                      |                                                      |                                                      |
| 21                                                   | Jesús Arellano                                       |                                                      |                                                      | CF Monterrey                                         |                                                      |                                                      |                                                      |                                                      |
| 23                                                   | Luis Ernesto Pérez                                   |                                                      |                                                      | CF Monterrey                                         |                                                      |                                                      |                                                      |                                                      |
| Aanval                                               |                                                      |                                                      |                                                      |                                                      |                                                      |                                                      |                                                      |                                                      |
| 9                                                    | Jared Borgetti                                       |                                                      |                                                      | Bolton Wanderers FC                                  |                                                      |                                                      |                                                      |                                                      |
| 10                                                   | Guillermo Franco                                     |                                                      |                                                      | Villarreal CF                                        |                                                      |                                                      |                                                      |                                                      |
| 17                                                   | Francisco Fonseca                                    |                                                      |                                                      | Cruz Azul                                            |                                                      |                                                      |                                                      |                                                      |
| 19                                                   | Omar Bravo                                           |                                                      |                                                      | Deportivo Guadalajara                                |                                                      |                                                      |                                                      |                                                      |
| Bondscoach: Ricardo La Volpe                         |                                                      |                                                      |                                                      |                                                      |                                                      |                                                      |                                                      |                                                      |

| Doel        |                    |     |    |                         |
|             | Guillermo Ochoa    | 134 | 0  | Club América            |
|             | Alfredo Talavera   | 40  | 0  | Juárez                  |
|             | Rodolfo Cota       | 8   | 0  | Club León               |
| Verdediging |                    |     |    |                         |
|             | Héctor Moreno      | 130 | 5  | Monterrey               |
|             | Jesús Gallardo     | 81  | 1  | Monterrey               |
|             | Néstor Araujo      | 64  | 3  | Club América            |
|             | César Montes       | 33  | 1  | Monterrey               |
|             | Jorge Sánchez      | 28  | 1  | Ajax                    |
|             | Gerardo Arteaga    | 17  | 1  | Genk                    |
|             | Kevin Álvarez      | 10  | 0  | Pachuca                 |
|             | Johan Vásquez      | 7   | 0  | Cremonese               |
| Middenveld  |                    |     |    |                         |
|             | Andrés Guardado    | 179 | 28 | Real Betis              |
|             | Héctor Herrera     | 104 | 10 | Houston Dynamo          |
|             | Edson Álvarez      | 60  | 3  | Ajax                    |
|             | Orbelín Pineda     | 52  | 6  | AEK Athene              |
|             | Uriel Antuna       | 39  | 9  | Cruz Azul               |
|             | Carlos Rodríguez   | 38  | 0  | Cruz Azul               |
|             | Érick Gutiérrez    | 35  | 1  | PSV                     |
|             | Roberto Alvarado   | 32  | 4  | Guadalajara             |
|             | Luis Romo          | 27  | 1  | Monterrey               |
|             | Alexis Vega        | 25  | 6  | Guadalajara             |
|             | Luis Chávez        | 12  | 1  | Pachuca                 |
| Aanval      |                    |     |    |                         |
|             | Raúl Jiménez       | 98  | 29 | Wolverhampton Wanderers |
|             | Hirving Lozano     | 63  | 16 | Napoli                  |
|             | Henry Martín       | 29  | 7  | Club América            |
|             | Rogelio Funes Mori | 17  | 6  | Monterrey               |

### Copa América
| Selectie van Mexico bij de Copa América 1995 | Selectie van Mexico bij de Copa América 1995 | Selectie van Mexico bij de Copa América 1995 | Selectie van Mexico bij de Copa América 1995 | Selectie van Mexico bij de Copa América 1995 | Selectie van Mexico bij de Copa América 1995 | Selectie van Mexico bij de Copa América 1995 | Selectie van Mexico bij de Copa América 1995 | Selectie van Mexico bij de Copa América 1995 |
| №                                            | Naam                                         | Wed.                                         | Dlpnt.                                       | Club                                         |                                              |                                              |                                              |                                              |
| -------------------------------------------- | -------------------------------------------- | -------------------------------------------- | -------------------------------------------- | -------------------------------------------- | -------------------------------------------- | -------------------------------------------- | -------------------------------------------- | -------------------------------------------- |
| Doel                                         |                                              |                                              |                                              |                                              |                                              |                                              |                                              |                                              |
| 1                                            | Oscar Pérez                                  |                                              |                                              | Cruz Azul                                    |                                              |                                              |                                              |                                              |
| 9                                            | Jorge Campos                                 |                                              |                                              | Pumas UNAM                                   |                                              |                                              |                                              |                                              |
| 12                                           | Nicolás Navarro                              |                                              |                                              | Club Necaxa                                  |                                              |                                              |                                              |                                              |
| Verdediging                                  |                                              |                                              |                                              |                                              |                                              |                                              |                                              |                                              |
| 2                                            | Claudio Suárez                               |                                              |                                              | Pumas UNAM                                   |                                              |                                              |                                              |                                              |
| 3                                            | Juan Ramírez                                 |                                              |                                              | Toros Neza                                   |                                              |                                              |                                              |                                              |
| 4                                            | Ignacio Ambríz                               |                                              |                                              | Club Necaxa                                  |                                              |                                              |                                              |                                              |
| 5                                            | Ramón Ramírez                                |                                              |                                              | Santos Laguna                                |                                              |                                              |                                              |                                              |
| 13                                           | Manuel Vidrio                                |                                              |                                              | Deportivo Guadalajara                        |                                              |                                              |                                              |                                              |
| 21                                           | Raúl Gutiérrez                               |                                              |                                              | Club América                                 |                                              |                                              |                                              |                                              |
| Middenveld                                   |                                              |                                              |                                              |                                              |                                              |                                              |                                              |                                              |
| 6                                            | Marcelino Bernal                             |                                              |                                              | Deportivo Toluca                             |                                              |                                              |                                              |                                              |
| 8                                            | Alberto García Aspe                          |                                              |                                              | Club Necaxa                                  |                                              |                                              |                                              |                                              |
| 14                                           | Joaquín del Olmo                             |                                              |                                              | Club América                                 |                                              |                                              |                                              |                                              |
| 15                                           | Missael Espinoza                             |                                              |                                              | Deportivo Guadalajara                        |                                              |                                              |                                              |                                              |
| 16                                           | Alberto Coyote                               |                                              |                                              | Deportivo Guadalajara                        |                                              |                                              |                                              |                                              |
| 17                                           | Benjamín Galindo                             |                                              |                                              | Santos Laguna                                |                                              |                                              |                                              |                                              |
| 18                                           | Gerardo Esquivel                             |                                              |                                              | Club Necaxa                                  |                                              |                                              |                                              |                                              |
| 20                                           | Jorge Rodriguez                              |                                              |                                              | Santos Laguna                                |                                              |                                              |                                              |                                              |
| Aanval                                       |                                              |                                              |                                              |                                              |                                              |                                              |                                              |                                              |
| 10                                           | Luis García Postigo                          |                                              |                                              | Club América                                 |                                              |                                              |                                              |                                              |
| 11                                           | Luis Alves                                   |                                              |                                              | Club América                                 |                                              |                                              |                                              |                                              |
| 19                                           | Manuel Martínez                              |                                              |                                              | Deportivo Guadalajara                        |                                              |                                              |                                              |                                              |
| 22                                           | Luis Salvador                                |                                              |                                              | CF Monterrey                                 |                                              |                                              |                                              |                                              |
| Bondscoach: Miguel Mejía Barón               |                                              |                                              |                                              |                                              |                                              |                                              |                                              |                                              |

| Selectie van Mexico bij de Copa América 1999 | Selectie van Mexico bij de Copa América 1999 | Selectie van Mexico bij de Copa América 1999 | Selectie van Mexico bij de Copa América 1999 | Selectie van Mexico bij de Copa América 1999 | Selectie van Mexico bij de Copa América 1999 | Selectie van Mexico bij de Copa América 1999 | Selectie van Mexico bij de Copa América 1999 | Selectie van Mexico bij de Copa América 1999 |
| №                                            | Naam                                         | Wed.                                         | Dlpnt.                                       | Club                                         |                                              |                                              |                                              |                                              |
| -------------------------------------------- | -------------------------------------------- | -------------------------------------------- | -------------------------------------------- | -------------------------------------------- | -------------------------------------------- | -------------------------------------------- | -------------------------------------------- | -------------------------------------------- |
| Doel                                         |                                              |                                              |                                              |                                              |                                              |                                              |                                              |                                              |
| 1                                            | Jorge Campos                                 |                                              |                                              | Pumas UNAM                                   |                                              |                                              |                                              |                                              |
| 12                                           | Oscar Pérez                                  |                                              |                                              | Cruz Azul                                    |                                              |                                              |                                              |                                              |
| 22                                           | Adolfo Rios                                  |                                              |                                              | Club América                                 |                                              |                                              |                                              |                                              |
| Verdediging                                  |                                              |                                              |                                              |                                              |                                              |                                              |                                              |                                              |
| 2                                            | Claudio Suárez                               |                                              |                                              | Deportivo Guadalajara                        |                                              |                                              |                                              |                                              |
| 3                                            | Joel Sánchez                                 |                                              |                                              | Club América                                 |                                              |                                              |                                              |                                              |
| 4                                            | Rafael Márquez                               |                                              |                                              | AS Monaco                                    |                                              |                                              |                                              |                                              |
| 14                                           | Isaac Terrazas                               |                                              |                                              | Club América                                 |                                              |                                              |                                              |                                              |
| 16                                           | Salvador Cabrera                             |                                              |                                              | Club Necaxa                                  |                                              |                                              |                                              |                                              |
| 18                                           | Salvador Carmona                             |                                              |                                              | Deportivo Toluca                             |                                              |                                              |                                              |                                              |
| 21                                           | Sergio Almaguer                              |                                              |                                              | Club Necaxa                                  |                                              |                                              |                                              |                                              |
| Middenveld                                   |                                              |                                              |                                              |                                              |                                              |                                              |                                              |                                              |
| 5                                            | Gerardo Torrado                              |                                              |                                              | Pumas UNAM                                   |                                              |                                              |                                              |                                              |
| 6                                            | Raúl Lara                                    |                                              |                                              | Club América                                 |                                              |                                              |                                              |                                              |
| 7                                            | Ramón Ramírez                                |                                              |                                              | Tigres UANL                                  |                                              |                                              |                                              |                                              |
| 8                                            | Alberto García Aspe                          |                                              |                                              | Puebla FC                                    |                                              |                                              |                                              |                                              |
| 9                                            | Paulo Chávez                                 |                                              |                                              | Deportivo Guadalajara                        |                                              |                                              |                                              |                                              |
| 13                                           | Pável Pardo                                  |                                              |                                              | Club América                                 |                                              |                                              |                                              |                                              |
| 19                                           | Miguel Zepeda                                |                                              |                                              | Atlas Guadalajara                            |                                              |                                              |                                              |                                              |
| 20                                           | Rafael García                                |                                              |                                              | Deportivo Toluca                             |                                              |                                              |                                              |                                              |
| Aanval                                       |                                              |                                              |                                              |                                              |                                              |                                              |                                              |                                              |
| 10                                           | Cuauhtémoc Blanco                            |                                              |                                              | Club América                                 |                                              |                                              |                                              |                                              |
| 11                                           | Daniel Osorno                                |                                              |                                              | Atlas Guadalajara                            |                                              |                                              |                                              |                                              |
| 15                                           | Luis Hernández                               |                                              |                                              | Tigres UANL                                  |                                              |                                              |                                              |                                              |
| 17                                           | Francisco Palencia                           |                                              |                                              | Cruz Azul                                    |                                              |                                              |                                              |                                              |
| Bondscoach: Manuel Lapuente                  |                                              |                                              |                                              |                                              |                                              |                                              |                                              |                                              |

### CONCACAF Gold Cup
| Selectie van Mexico bij de CONCACAF Gold Cup 2015 | Selectie van Mexico bij de CONCACAF Gold Cup 2015 | Selectie van Mexico bij de CONCACAF Gold Cup 2015 | Selectie van Mexico bij de CONCACAF Gold Cup 2015 | Selectie van Mexico bij de CONCACAF Gold Cup 2015 | Selectie van Mexico bij de CONCACAF Gold Cup 2015 | Selectie van Mexico bij de CONCACAF Gold Cup 2015 | Selectie van Mexico bij de CONCACAF Gold Cup 2015 | Selectie van Mexico bij de CONCACAF Gold Cup 2015 |
| №                                                 | Naam                                              | Wed.                                              | Dlpnt.                                            | Club                                              |                                                   |                                                   |                                                   |                                                   |
| ------------------------------------------------- | ------------------------------------------------- | ------------------------------------------------- | ------------------------------------------------- | ------------------------------------------------- | ------------------------------------------------- | ------------------------------------------------- | ------------------------------------------------- | ------------------------------------------------- |
| Doel                                              |                                                   |                                                   |                                                   |                                                   |                                                   |                                                   |                                                   |                                                   |
| 1                                                 | Moisés Muñoz                                      | 13                                                | 0                                                 | Club América                                      |                                                   |                                                   |                                                   |                                                   |
| 12                                                | Jonathan Orozco                                   | 6                                                 | 0                                                 | CF Monterrey                                      |                                                   |                                                   |                                                   |                                                   |
| 13                                                | Guillermo Ochoa                                   | 74                                                | 0                                                 | Málaga                                            |                                                   |                                                   |                                                   |                                                   |
| Verdediging                                       |                                                   |                                                   |                                                   |                                                   |                                                   |                                                   |                                                   |                                                   |
| 2                                                 | Francisco Javier Rodríguez                        | 109                                               | 1                                                 | Cruz Azul                                         |                                                   |                                                   |                                                   |                                                   |
| 15                                                | Héctor Moreno                                     | 59                                                | 1                                                 | RCD Espanyol                                      |                                                   |                                                   |                                                   |                                                   |
| 22                                                | Paul Aguilar                                      | 49                                                | 4                                                 | Club América                                      |                                                   |                                                   |                                                   |                                                   |
| 17                                                | Jorge Torres Nilo                                 | 41                                                | 1                                                 | Tigres UANL                                       |                                                   |                                                   |                                                   |                                                   |
| 7                                                 | Miguel Layún                                      | 31                                                | 3                                                 | Watford FC                                        |                                                   |                                                   |                                                   |                                                   |
| 5                                                 | Diego Reyes                                       | 27                                                | 0                                                 | FC Porto                                          |                                                   |                                                   |                                                   |                                                   |
| 4                                                 | Miguel Ángel Herrera                              | 3                                                 | 0                                                 | CF Pachuca                                        |                                                   |                                                   |                                                   |                                                   |
| 3                                                 | Yasser Corona                                     | 2                                                 | 0                                                 | Querétaro FC                                      |                                                   |                                                   |                                                   |                                                   |
| Middenveld                                        |                                                   |                                                   |                                                   |                                                   |                                                   |                                                   |                                                   |                                                   |
| 18                                                | Andrés Guardado                                   | 121                                               | 21                                                | PSV                                               |                                                   |                                                   |                                                   |                                                   |
| 6                                                 | Héctor Herrera                                    | 31                                                | 0                                                 | FC Porto                                          |                                                   |                                                   |                                                   |                                                   |
| 23                                                | José Juan Vázquez                                 | 15                                                | 0                                                 | Club León                                         |                                                   |                                                   |                                                   |                                                   |
| 15                                                | Jonathan dos Santos                               | 17                                                | 0                                                 | Villarreal CF                                     |                                                   |                                                   |                                                   |                                                   |
| 21                                                | Carlos Esquivel                                   | 17                                                | 0                                                 | Deportivo Toluca FC                               |                                                   |                                                   |                                                   |                                                   |
| 9                                                 | Jesús Manuel Corona                               | 14                                                | 2                                                 | FC Twente                                         |                                                   |                                                   |                                                   |                                                   |
| 16                                                | Antonio Ríos                                      | 8                                                 | 0                                                 | Toluca FC                                         |                                                   |                                                   |                                                   |                                                   |
| 20                                                | Jesús Dueñas                                      | 3                                                 | 0                                                 | Tigres UANL                                       |                                                   |                                                   |                                                   |                                                   |
| Aanval                                            |                                                   |                                                   |                                                   |                                                   |                                                   |                                                   |                                                   |                                                   |
| 10                                                | Giovani dos Santos                                | 90                                                | 17                                                | Villarreal CF                                     |                                                   |                                                   |                                                   |                                                   |
| 14                                                | Javier Hernández                                  | 73                                                | 40                                                | Manchester United                                 |                                                   |                                                   |                                                   |                                                   |
| 11                                                | Carlos Vela                                       | 44                                                | 13                                                | Real Sociedad                                     |                                                   |                                                   |                                                   |                                                   |
| 19                                                | Oribe Peralta                                     | 44                                                | 20                                                | Club América                                      |                                                   |                                                   |                                                   |                                                   |
| 14                                                | Javier Orozco                                     | 14                                                | 0                                                 | Santos Laguna                                     |                                                   |                                                   |                                                   |                                                   |
| Bondscoach: Miguel Herrera                        |                                                   |                                                   |                                                   |                                                   |                                                   |                                                   |                                                   |                                                   |

| Doel        |                     |     |    |                         |
| 1           | Jonathan Orozco     | 7   | 0  | Santos Laguna           |
| 12          | Hugo González       | 2   | 0  | Necaxa                  |
| 13          | Guillermo Ochoa     | 102 | 0  | Standard Luik           |
| Verdediging |                     |     |    |                         |
| 2           | Néstor Araujo       | 31  | 3  | Celta de Vigo           |
| 3           | Carlos Salcedo      | 27  | 0  | Tigres                  |
| 5           | Diego Reyes         | 60  | 1  | Leganés                 |
| 15          | Héctor Moreno       | 98  | 4  | Real Sociedad           |
| 17          | César Montes        | 7   | 0  | Monterrey               |
| 19          | Fernando Navarro    | 1   | 0  | Club León               |
| 21          | Luis Rodríguez      | 12  | 1  | Tigres                  |
| 22          | Jorge Sánchez       | 3   | 0  | América                 |
| 23          | Jesús Gallardo      | 35  | 0  | Monterrey               |
| Middenveld  |                     |     |    |                         |
| 4           | Edson Álvarez       | 23  | 1  | AFC Ajax                |
| 6           | Jonathan dos Santos | 41  | 2  | LA Galaxy               |
| 7           | Orbelín Pineda      | 17  | 1  | Cruz Azul               |
| 8           | Carlos Rodríguez    | 2   | 0  | Monterrey               |
| 10          | Luis Montes         | 22  | 5  | León                    |
| 11          | Roberto Alvarado    | 8   | 1  | Cruz Azul               |
| 16          | Érick Gutiérrez     | 16  | 0  | PSV                     |
| 18          | Andrés Guardado     | 155 | 26 | Real Betis              |
| Aanval      |                     |     |    |                         |
| 9           | Raúl Jiménez        | 72  | 17 | Wolverhampton Wanderers |
| 14          | Alexis Vega         | 3   | 0  | Guadalajara             |
| 20          | Rodolfo Pizarro     | 18  | 4  | Monterrey               |

FMF · A-internationals · Selecties · Bondscoaches · Statistieken · Mexicaans vrouwenelftal · Olympisch elftal · Mexico U21 · Mexico U20 · Mexico U19 · Mexico U18 · Mexico U17
1920 – 1949 ·
1950 – 1969 ·
1970 – 1979 ·
1980 – 1989 ·
1990 – 1999 ·
2000 – 2009 ·
2010 – 2019 ·
2020 – 2029
Copa América 1993 ·
Copa América 1995 ·
Copa América 1997 ·
Copa América 1999 ·
Copa América 2001 ·
Copa América 2004 ·
Copa América 2007 ·
Copa América 2011 ·
Copa América 2015 · 
Copa América 2016
WK 1930 ·
WK 1950 ·
WK 1954 ·
WK 1958 ·
WK 1962 ·
WK 1966 ·
WK 1970 ·
WK 1978 ·
WK 1986 ·
WK 1994 ·
WK 1998 ·
WK 2002 ·
WK 2006 ·
WK 2010 ·
WK 2014 · 
WK 2018
OS 1928 ·
OS 1948 ·
OS 1964 ·
OS 1968 ·
OS 1972 ·
OS 1976 ·
OS 1992 ·
OS 1996 ·
OS 2004 ·
OS 2012 ·
OS 2016 ·
OS 2020
1923 ·
1924–1927 ·
1928 ·
1929 ·
1930 ·
1931–1933 ·
1934 ·
1935 ·
1936 ·
1937 ·
1938 ·
1939–1946 ·
1947 ·
1948 ·
1949 ·
1950 ·
1951 ·
1952 ·
1953 ·
1954 ·
1955 ·
1956 ·
1957 ·
1958 ·
1959 ·
1960 ·
1961 ·
1962 ·
1963 ·
1964 ·
1965 ·
1966 ·
1967 ·
1968 ·
1969 ·
1970 · 
1971 · 
1972 · 
1973 · 
1974 · 
1975 · 
1976 · 
1977 · 
1978 · 
1979 · 
1980 · 
1981 · 
1982 · 
1983 · 
1984 · 
1985 · 
1986 · 
1987 · 
1988 · 
1989 · 
1990 · 
1991 · 
1992 · 
1993 · 
1994 · 
1995 · 
1996 · 
1997 · 
1998 · 
1999 · 
2000 · 
2001 · 
2002 · 
2003 · 
2004 · 
2005 · 
2006 · 
2007 · 
2008 · 
2009 · 
2010 · 
2011 · 
2012 · 
2013 · 
2014 · 
2015 · 
2016 ·
2017 ·
2018 ·
2019 ·
2020 ·
2021 ·
2022 ·
2023
Albanië ·
Algerije ·
Angola ·
Argentinië ·
Australië ·
België ·
Belize ·
Bermuda ·
Bolivia ·
Bosnië en Herzegovina ·
Brazilië ·
Bulgarije ·
Canada ·
Chili ·
China ·
Colombia ·
Congo-Kinshasa ·
Costa Rica ·
Cuba ·
Curaçao ·
DDR ·
Denemarken ·
Dominica ·
Dominicaanse Republiek ·
Duitsland ·
Ecuador ·
Egypte ·
El Salvador ·
Engeland ·
Estland ·
Fiji ·
Finland ·
Frankrijk ·
Gambia ·
Ghana ·
Griekenland ·
Guatemala ·
Guyana ·
Haïti ·
Honduras ·
Hongarije ·
Ierland ·
IJsland ·
Irak ·
Iran ·
Israël ·
Italië ·
Ivoorkust ·
Jamaica ·
Japan ·
Joegoslavië ·
Kameroen ·
Kroatië ·
Liberia ·
Luxemburg ·
Marokko ·
Martinique ·
Nederland ·
Nederlandse Antillen ·
Nicaragua ·
Nieuw-Zeeland ·
Nigeria ·
Noord-Ierland ·
Noord-Korea ·
Noorwegen ·
Oekraïne ·
Oezbekistan ·
Panama ·
Paraguay ·
Peru ·
Polen ·
Portugal ·
Qatar ·
Roemenië ·
Rusland ·
Saint Kitts en Nevis ·
Saint Vincent en de Grenadines ·
Saoedi-Arabië ·
Schotland ·
Senegal ·
Servië ·
Slovenië ·
Slowakije ·
Sovjet-Unie ·
Spanje ·
Suriname ·
Trinidad en Tobago ·
Tsjechië ·
Tsjecho-Slowakije ·
Tunesië ·
Turkije ·
Uruguay ·
Venezuela ·
Verenigde Staten ·
Wales ·
Wit-Rusland ·
Zuid-Afrika ·
Zuid-Korea ·
Zweden ·
Zwitserland
Angola (2006) ·
Argentinië (2006) ·
Brazilië (1999) ·
Brazilië (2014) ·
Brazilië (2018) ·
Duitsland (2018) ·
Frankrijk (2010) ·
Iran (2006) ·
Kameroen (2014) ·
Kroatië (2014) ·
Nederland (2014) ·
Portugal (2006) ·
Uruguay (2010) ·
Zuid-Afrika (2010) ·
Zuid-Korea (2018) ·
Zweden (2018)